# Вышегород (Московская область)
Вышегород — деревня в Наро-Фоминском районе Московской области, входит в состав сельского поселения Веселёвское. Численность постоянного населения по Всероссийской переписи 2010 года — 123 человека. В деревне действует Вышегородская специальная (коррекционная) общеобразовательная школа-интернат 8-го вида. До 2006 года Вышегород входил в состав Веселёвского сельского округа.
Деревня расположена в юго-западной части района, в излучине правого берега реки Протва, примерно в 10 км к югу от города Верея, высота центра над уровнем моря 176 м. Ближайшие населённые пункты — Набережная Слобода на противоположном берегу реки и Новоборисовка в 0,5 км на северо-запад.

## История

### Древность
Первые поселения на месте села возникают в эпоху неолита. Неолитическая стоянка Вышгород — древнейший памятник на территории всего Наро-Фоминского района. На месте стоянки были обнаружены кремнёвые скребки, наконечники стрел и большое количество отщепов.
Сам древний город Вышгород находился западнее от того места, где сейчас находится село.
Согласно гипотезе историка И. Забелина, поселение, на месте которого находился Вышгород Московский, в XII веке называлось Людогош.
Раскопки на Протве свидетельствуют, что здесь с древних времен находились не только поселения финно-угорских и балтских (голядь) племен, но и славянские поселения. Ключевский отмечает, что в домонгольский период долины рек Протвы и Москвы были заселены финно-уграми, славянская колонизация началась позже и носила мирный характер.
В своей же «Русской исторической географии» Н. П. Барсов пишет: 

Одной из основной связывающей цепочкой речного пути из Верхнего Поднипровья через Смоленск, Киев с областью Москва-реки и речного пути по Оке, Волге до Каспийского моря служила река Протва. Здесь в первой половине XII века находились старинные поселения Вышгород и Лобыньск.
 В настоящее время на реке Рудь (приток Протвы) располагается деревня Лобаново, где и мог располагаться Лобыньск.

### Феодальный период
Первое упоминание о городе Вышгород относится к 1351 году (иногда 1352). В этот год великий князь Московский Семен Иванович Гордый вместе с братьями Иваном и Андреем предпринял поход на Смоленск. Причин этого похода летописи не упоминают. Когда великий князь стоял на реке Протве около Вышгорода, к нему явились литовские послы «с многими дары, прося мира». Отпустив литовцев с миром, Семен Иванович продолжил движение на Смоленск и подошёл к реке Угре, где был встречен смоленскими послами, и заключил с ними мир.
Предыстория с литовскими послами такова. В первой половине XIV века крепла будущая соперница Москвы Литва. До 1348 года политические отношения между Москвой и Литвой были косвенные. Но с 1349 эти отношения начинают принимать серьёзно враждебный характер: в этом году литовский князь Ольгерд послал послов, во главе которых стоял его брат Кориад, к хану просить у него помощи в предполагаемом походе литовского князя против Московского княжества. Семен Иванович, со своей стороны, тоже послал в Орду своих каличеев (послов), которые представили хану, что литовцы пустошат его царев (ханов) улус, отчину великого князя Семена. Такое представление затронуло самолюбие и личные интересы хана. Великий князь, как улусник хана, часто бывает в Орде и конечно с богатыми дарами. Разоряющий улус хана разоряет самого хана. И вот хан не только не дал помощи литовскому князю, но и выдал литовских послов Семену Ивановичу. Послы были доставлены в Москву.
Согласно первоисточникам, до 1464 года город Вышгород принадлежал Верейскому князю Михаилу Андреевичу (внуку Дмитрия Донского) и был подарен ему ранее великим князем Василием Васильевичем Темным. Согласно договору верейского князя Михаила Андреевича и великого князя Ивана III в том же году Вышгород был возвращен князем верейским Ивану III. Михаил Андреевич был двоюродным дядей Ивана III, а жена сына Михаила Андреевича была византийской принцессой и племянницей Софьи Палеолог, жены Ивана III, поэтому и Верейское княжество последним присоединилось к Московскому княжеству, смотрите далее. В 1472 году скончался брат Ивана III князь Юрий Андреевич. Во владении Юрия Андреевича был удел с городами Дмитров, Можайск, Серпухов. Так как Юрий Андреевич не был женат и в своем духовном завещании не сделал никакого распоряжения относительно городов, Иван III взял эти города себе, а чтобы не возбудить в братьях зависть, дал небольшие города, бывшие в его владении, братьям, в том числе Вышгород брату Борису.

### Русское царство
Царь Иван IV Грозный часто наведывался в окружающие Вышгород леса, в гости к князю Владимиру Андреевичу Старицкому, внуку Ивана III, которому во времена правления Ивана IV принадлежали Вышгород и Верея, входившие в состав Белозерского княжества. Грозный приезжал поохотиться в окрестности Вышгорода, тем паче, Иван IV питал дружеские отношения к Владимиру Старицкому, с которым вместе брали Казань. До сего времени в Верее проживают татары, потомки плененных под Казанью татар. Во времена Ивана Грозного для охоты на мелких зверей, уток, куропаток использовались специально обученные соколы. Обучались соколы для охоты сокольничьями или , как бы назвали в настоящее время, дрессировщиками-соколятниками. В подтверждение развитой соколиной охоты в окрестностях Вышгорода есть гора, называемая Соколиной горой, среди жителей близлежащих окрестностей распространена фамилия Соколов. Ивану IV настолько нравился Вышгород с окрестностями, что он будто бы выменял этот город на дворцовый город Дмитров, принадлежащий великому князю. Город Вышгород стал городом, принадлежащим великому князю Московскому.
В 1510—1515 году Вышгород был захвачен польскими и шведскими войсками, разрушен и сожжен. И, согласно сохранившимся свидетельствам, в 1565 году Вышгород окончательно отошёл к правителям Москвы.
В 1693 году по высочайшему указу Пётра I дворцовая Вышегородская волость с селами и деревнями передана немцам Вахромею и Петру Меллер. Вышгород утратил статус города. Вскоре на реке Протва были обнаружены источники с минеральной водой, по качеству не уступающей минеральным водам Кавказа, Один из источников находился невдалеке от Вышгорода, согласно сохранившимся документальным подтверждениям, сюда для излечения болезней приезжал Пётр I.

### Российская империя
Императрица Елизавета преподнесла в качестве подарка Вышгород с окрестностями одному из своих фаворитов, способствовавших её воцарению, А. И. Шувалову, быстро превратившегося из гвардейского офицера в графа. При Екатерине II Шувалов был начальником тайной канцелярии. Похоронен А. И. Шувалов в церкви села Спас-Косица. Земли, принадлежавшие Шувалову, стали называться «Шуваловщиной», а жителей, которые там проживали, называли «шуваликами». Управляющие Шувалова нещадно эксплуатировали и обирали «шуваликов», так что «шувалики» занимались собиранием милостыни. По воспоминаниям старых жителей Вышгорода, были и такие — обжигали оглобли на санях, просили милостыню, при этом ссылались на то, что они погорельцы. Однако надо заметить, что шувалики — народ доверчивый, двери на их домах при отсутствии хозяина вплоть до 70 годов XX века не закрывались на замок, закрывались на деревянную задвижку. Задвижка закрыта, хозяина дома нет.
В конце августа-сентября 1812 года отступающие отряды Наполеона напали на Вышегородскую волость, однако сельские дружины, во главе которых находились старосты Г. Миронов, Н. Федоров, писари и дворовые люди А. Кирпишников, Н. Усков, А. Щеглов, прогнали непрошенных «гостей». Отражая одну из атак французов, крестьяне П. Петров и Е. Минаев под оружейными выстрелами разрушили давы на плотине, спустив воду с плотины, остановили врагов, спасли от разграбления дом помещика, амбар с запасами хлеба, церковь Успенья Божьей матери, дома Бережной слободы. Оказал им помощь генерал Дорохов со своими гусарами и атаман Платов со своими казаками. До 1975 года на реке Рудь невдалеке от церкви деревни Зарудное рос вяз, под которым согласно преданию, которое передавалось из поколения в поколение, отдыхал казак Платов со своими казаками, а в Набережной слободе до сих пор растет липа, у которой располагался Дорохов со своим отрядом.
В 1821 году свыше двух тысяч крестьян, обитателей «Шуваловщины», истерзанные жестокой эксплуатацией местного управляющего Лапырева, подняли восстание, которое пришлось подавлять батальону регулярных войск.
В конце XIX века владение Шуваловых перешло к новым землевладельцам, немцам Шлиппе. По воспоминаниям одной из жительниц того времени села Вышгород В. С. Болотиной помещик Шлиппе был добрый барин. Его дети играли, катались с горок (природных возвышенностей и исторически рукотворных возвышенностей в Вышгороде предостаточно) вместе с крестьянскими детьми. Шлиппе организовывал на Рождество в своем доме праздник для своих детей и детей села. Дом у него был двухэтажный, деревянный, расположен буквой П, находился на городище села Вышгород, С конца 20-х годов XX века до 1941 года в доме Шлиппе размещалась семилетняя летняя школа, в которой учились дети Вышгорода и всех окрестных деревень. Во время войны в начале 1942 года школа была сожжена. Тем, кто ходил на подённую работу, Шлиппе делал подарки, конкретно женщинам дарил полушалки. В Вышгороде и окрестностях той поры было три церкви, монастырь, часовня, волостное правление, тюрьма, чайная, была церковно-приходская школа, которую окончила большая часть детей села Вышгород и дети окрестных деревень, Шлиппе интересовался историей края, вел краеведческие раскопки.

### Советский Союз
В 1918 году в Вышгороде вспыхнуло восстание, направленное против советской власти. В Вышгороде в 20-х годах был участковый милиционер, который вел себя «вседозволено». Этого милиционера восставшие вышегородские жители убили. Для подавления восставших жителей Вышгорода и окрестностей был прислан карательный латышский отряд в составе 50 человек. Неугодные советской власти были казнены. В том числе латыши зверски расправились со священниками Смирновым и Ремизовым. Священника Ремизова забили до смерти, священника Смирнова, по одной версии, убили, а по другой — утопили в проруби на реке Протве. В настоящее время священники Смирнов и Ремизов канонизированы церковью и объявлены мучениками.
Войска 33-й армии под командованием генерала М. Г. Ефремова 4-8 января 1942 года вели ожесточённые бои за освобождение села Вышгород, Вышгород горел. Особенно много бойцов полегло у больницы в лесу на дороге из д. Лукьяново. В больнице был немецкий штаб. До 80-х годов XX века у больницы на лукьяновской дороге стояла ель без вершины. По рассказам старожилов на этой ели сидел немецкий пулеметчик-«кукушка» (пулеметчик-смертник, прикованный к ели цепями), много он положил наших бойцов. Вершину ели вместе с «кукушкой» срезали наши артиллеристы.
По рассказам старожилов, в Вышгороде был колодец, немцы бросали в него наших раненых бойцов ещё живых, бросали туда и неугодивших им чем-то местных жителей. Так, по рассказам старожилов, в колодец, наполненный трупами, бросили ещё живую 16-летнюю красавицу, обладательницу роскошной ржаной косы, старшую дочь семьи Лобановых. Весной 1942 года начался голод, во время оккупации немецкие оккупанты отобрали у жителей села Вышгород скот, домашнюю птицу, запасы хлеба и овощей. Жители рады были, когда весной появилась трава, ели траву, если удавалось где-то раздобыть немного зерна, зерно перемалывали, добавляли лебеду, пекли хлеб. Весной посевных материалов не было. В Верейском районе по призыву горкома комсомола комсомольцы с железнодорожной станции Дорохово на своих плечах, отшагав более 40 км, перенесли посевной материал для засевания полей. Тягловой силы — тракторов, машин, лошадей — не было. Перед посевной обработкой полей поля необходимо было очистить от остатков боевых военных действий, на полях предостаточно встречалось неразорвавшихся снарядов, бомб, мин. И женщины, дети Вышгорода после разминирования полей впрягались в плуги, впрягались в сохи, пахали, готовили поля для сева. Стране нужен был хлеб. Вышгород и окрестные деревни были сожжены, жили в землянках, необходимо было строить дома, да и Москве нужны были дрова.
Оставшиеся живыми после оккупации жители Вышгорода, ещё не оправившиеся от пережитого, валили лес в бывшей Вышегородской волости, благо, что его было достаточно, сплавляли его по Протве и её притокам. Осенью после сбора урожая женщин, девчонок, мальчишек отправляли в Шатуру, для заготовки торфа, отправляли на железнодорожные станции Московско-Смоленского направления для загрузки железнодорожных вагонов лесом. Москве нужны были дрова, Москва замерзала. По воспоминаниям одной из жительниц, в то время ей было 15 лет, заготавливала и загружала дрова в вагоны вместе с такими же девчонками как она на ж/д станции Дорохово: «Было это зимой 1942-43 гг., жили мы в полуразрушенном доме в Дорохово, хозяева погибли, печка разрушена, сами одеты кой в чём, чтобы не замерзнуть вечером до поздней ночи жгли костер на улице, грели воду в котелке, вот это и спасло от гибели, а утром полуголодные, холодные шли грузить вагоны. Как выжили, одному богу известно…»
После войны близлежащие колхозы были объединены в совхоз «Вышгородский». Позднее, результатом хрущевских реформ сельского хозяйства стало создание крупного объединения, совхоза «Веселевский». Вышгород стал центром отделения «Вышгород».

## Достопримечательности
- Вышгородское городище
- Церковь Успения Пресвятой Богородицы в Набережной слободе[8][9]
- Неолитическая стоянка Вышгород[10]

Первое упоминание относится к 1352 г. Город занимал мыс левого берега реки. Протва делает петлю, в которой он и располагается, окруженный водой с трёх сторон. Крепость площадью 1,5 га имела овальную в плане форму и была обнесена валом с деревянными стенами, шедшими вдоль высокого обрывистого берега реки.
Городище «Вышгород на Протве» относят к XIV—XVII векам. Располагалось между двумя оврагами к западу от северо-западной окраины нынешнего села, в 80-ти метрах от русла Протвы. Сохранились остатки двух валов и рва. Внутренний вал высотой от 70-ти сантиметров до трёх метров и шириной основания до десяти метров сохранился участками. Внешний вал высотой до двух метров зафиксирован на южном склоне мыса почти у подошвы на протяжении около 70-ти метров. Древний въезд находился с западной стороны (теперь — с напольной восточной стороны). Часть Вышгорода до сих пор называется посадом.
В Вышгороде сохранилась двухэтажная одноглавая церковь, выстроенная на средства Шуваловых в 1797 году в духе позднего барокко. Имелся Пятницкий придел. Церковь была закрыта не позже 1930-х, пришла в аварийное состояние, заброшена. Открыта в 2002, ремонтируется.